# Catocala portia
Catocala portia là một loài bướm đêm trong họ Erebidae.